# Carlos Osoro Sierra
Carlos Osoro Sierra, född 16 maj 1945 i Castañeda, Kantabrien, är en spansk kardinal och ärkebiskop. Han är sedan 2014 ärkebiskop av Madrid.

## Biografi
Carlos Osoro Sierra prästvigdes 1973. I december 1996 utnämndes han till biskop av Ourense och biskopsvigdes i februari året därpå. Fem år senare, 2002, installerades han som ärkebiskop av Oviedo och 2009 blev han ärkebiskop av Valencia. Sedan 2014 är Osoro ärkebiskop av Madrid.
Den 19 november 2016 kreerade påve Franciskus Osoro till kardinalpräst med Santa Maria in Trastevere som titelkyrka. Året därpå blev han ledamot av Kongregationen för katolsk undervisning.

### Webbkällor
- ”Carlos Cardinal Osoro Sierra” (på engelska). Catholic Hierarchy. Arkiverad från originalet den 30 december 2017. https://archive.today/20171230075847/http://www.catholic-hierarchy.org/bishop/bossi.html. Läst 30 december 2017.